# Gavāher
Gavāher (persiska: گواهر, Gavāhīr) är en ort i Iran.   Den ligger i provinsen Östazarbaijan, i den nordvästra delen av landet, 500 km väster om huvudstaden Teheran. Gavāher ligger 1 575 meter över havet och antalet invånare är 158.
Terrängen runt Gavāher är huvudsakligen kuperad, men åt nordväst är den platt. Runt Gavāher är det tätbefolkat, med 459 invånare per kvadratkilometer. Närmaste större samhälle är Āz̄arshahr, 7,2 km nordväst om Gavāher. Trakten runt Gavāher består i huvudsak av gräsmarker.